# Julio Castillo
Julio Castillo fue un actor mexicano.

## Vida profesional
Estudio en la Escuela Nacional de Arte Teatral del INBA bajo la tutela de su maestro, y posteriormente colaborador y amigo, Héctor Mendoza. También fue discípulo de Alejandro Jodorowsky durante su etapa de teatro en México.
Su debut teatral aconteció primero en la faceta de actor, siendo marcadas dos fechas dependiendo de la fuente que se consulte: en 1961 en la obra Fando y Lis, escrita en 1955 por Fernando Arrabal, o en 1964 con una puesta en escena de Héctor Mendoza, La buena mujer de Sezuán, escrita por Bertolt Brecht entre 1938 y 1940.
Su incursión en la dirección teatral sucede en 1968 con la obra Cementerio de automóviles, escrita por Arrabal en 1959, poniendo desde el inicio énfasis en su concepción del teatro, más cercana a la improvisación y centrada en las imágenes creadas en la mente del espectador, más que en la ejecución de guiones rígidos.
Ya en los años 1980s se le consideraba una de las figuras más trascendentes del teatro en México, pero aún tendría dos de sus logros más importantes como director. Primero con De película y unos meses después montando De la calle, original de Jesús González Dávila, en el Centro de Experimentación Teatral, ambas alcanzando el estatus de icónicas dentro del desarrollo del teatro en México.
En 1977 dirigió el grupo de teatro Sombras Blancas, con las actrices Jesusa Rodríguez, Paloma Woolrich, Francis Laboriel e Isabel Benet.
En 1987 fundó, junto a su amigo y maestro Héctor Mendoza, el Núcleo de Estudios Teatrales (NET), y junto a este y Luis de Tavira colaboraron muy de cerca en el desarrollo del Centro Universitario de Teatro desde 1980 cuando se erige como institución independiente.

## Homenajes
Al morir, en reconocimiento de su trascendente protagonismo para el teatro mexicano, el recinto más importante del complejo artístico del Centro Cultural del Bosque, y uno de los más importantes de México, cambia su nombre de Teatro del Bosque por Teatro Julio Castillo.
El 19 de septiembre de 2018, se conmemora el 30 Aniversario Luctuoso en el teatro que lleva su nombre, ahora denominado Teatro del Bosque, Julio Castillo. Participaron en esta conmemoración Eugenio Cobo Felgueres, Juan Cristóbal Castillo, Jesusa Rodríguez, Roberto Sosa, entre otros. 
En el evento se llevó el siguiente programa:
- Proyección del documental Ciudad Infierno. El teatro de Julio Castillo, de Eugenio Cobo Felgueres.
- Tertulia sobre el proceso creativo de Julio Castillo, "El hijo de la Santa Julia".
- Lectura de fragmentos del libro Todo es teatro. La vida en el arte de Julio Castillo, de Gabriel Pingarrón.
- Desmontaje de la puesta en escena Vacío.
- Proyección del video de la puesta en escena Vacío, dirigida por Julio Castillo (1980), de Rafael Corkidi.
- Lectura del texto póstumo, escrito por Jesusa Rodríguez el 19 de septiembre de 1988.

## Dirección

### Telenovelas
- Lo blanco y lo negro (1989)
- Encadenados (1988-1989)
- Lista negra (1986-1987)
- Yesenia (1987)
- Muchachita (1985-1986)
- Juana Iris (1985)
- Eclipse (1984)
- El amor ajeno (1983-1984)
- Lo que el cielo no perdona (1982)
- Nosotras las mujeres (1981-1982)
- Caminemos (1980)
- El combate (1980)
- El manantial del milagro (1974)
- Cartas sin destino (1973)
- Entre brumas (1973)
- Extraño en su pueblo (1973-1974)
- La señora joven (1972-1973)

### Teatro
- Cementerio de automóviles
- El brillo de la ausencia
- Vacío
- Silencio pollos pelones
- Armas blancas
- De película
- Los bajos fondos
- De la calle
- Dulces compañías